# Умершие в октябре 2006 года
Это список известных людей, соответствующих установленным критериям значимости (см. Википедия:Критерии значимости персоналий), умерших в октябре 2006 года.
Причина смерти указывается лишь в исключительных случаях (убийство, самоубийство, гибель в результате военных действий, смертная казнь, ДТП или несчастные случаи). В остальных случаях — не указывается.

## Список

### 1 октября
- Байер, Франк (74) — немецкий кинорежиссёр.
- Шаменко, Владимир Петрович (77) — советский фигурист и тренер.

### 2 октября
- Фернандес Миранда де Батиста, Марта (82) — первая леди Кубы.

### 3 октября
- Барский, Юрий Петрович — советский шашечный и шахматный деятель.
- Сергеев Леонид Александрович (85) — Герой Советского Союза.

### 4 октября
- Гаджибаба Багиров (74) — азербайджанский и советский актёр.
- Чистяков, Олег Иванович (82) — советский и российский правовед.

### 5 октября
- Гринберг, Григорий Александрович — известный советский и израильский композитор.
- Ковальский, Николай Павлович (77) — доктор исторических наук, профессор.
- Кубраков, Григорий Максимович (86) — Заслуженный учитель КазССР, народный учитель СССР.
- Курьятов, Виктор Константинович (81) — Полный кавалер Ордена Славы.

### 6 октября
- Валиханов, Агзам Валиханович (76) — начальник объединения «Татнефть».

### 7 октября
- Дексбах, Михаил Сергеевич (69) — Герой Советского Союза.
- Политковская, Анна Степановна (48) — российская журналистка и правозащитница, лауреат множества российских и международных премий; убийство[1].

### 8 октября
- Бикеев, Султан Хамитович (89) — полковник Советской Армии, участник Хасанских боёв, советско-финской и Великой Отечественной войн, Герой Советского Союза.
- Йокубонис, Гядиминас (79) — литовский скульптор, академик Академии художеств СССР, народный художник Литовской ССР, народный художник СССР.

### 9 октября
- Шульц, Михаил Михайлович (87) — советский физико-химик.
- Хантер, Пол (27) — английский снукерист; рак.

### 10 октября
- Алпатов, Александр Афанасьевич (79) — советский футболист, тренер и спортивный функционер, Мастер спорта СССР.
- Филиппов Алексей Фёдорович (83) — российский и советский математик.

### 11 октября
- Аббасов, Азат Зиннатович (82) — татарский советский оперный певец (лирико-драматический тенор).
- Лайдл, Кори (34) — американский спортсмен, праворукий питчер в Главной бейсбольной лиге; авиакатастрофа (врезался на вертолёте в дом в Нью-Йорке)[2].

### 13 октября
- Блументалс, Арвид (81) — латышский охотник.

### 14 октября
- Фельзенштейн, Миля Лазаревич — участник Великой Отечественной войны, командир взвода 1339-го стрелкового полка 318-й стрелковой дивизии 18-й армии Северо-Кавказского фронта, Герой Советского Союза, младший лейтенант.

### 15 октября
- Варданян, Вардуи (30) — армянская эстрадная певица.

### 16 октября
- Оробец, Юрий Николаевич (51) — украинский политический деятель, народный депутат Украины, Герой Украины (2007, посмертно); ДТП.

### 18 октября
- Абдуллаев, Мамед-Садых (82) — анатом, гистолог, доктор медицинских наук и профессор с 1965 года, заслуженный деятель науки.
- Котляр, Эльмира Пейсаховна (81) — русская поэтесса, переводчик.
- Монахов, Валентин Николаевич (74) — математик, механик.

### 19 октября
- Кирк, Филлис (79) — американская актриса кино и телевидения[3].

### 20 октября
- Голицына, Ирен (90) — княгиня, итальянская модельер, наиболее известна по коллекции брючных костюмов, получивших название «palazzo pajama».

### 22 октября
- Живописцев, Виктор Петрович (91) — советский и российский химик.
- Константинов, Анатолий Устинович (83) — советский военачальник, маршал авиации, Герой Советского Союза.
- Платонов, Георгий Васильевич (88) — советский и российский философ.

### 23 октября
- Калоев, Борис Александрович (90) — советский, российский этнограф.

### 25 октября
- Баршев, Андрей Николаевич (71) — российский радиожурналист, диктор и переводчик[4].
- Колпакова, Галина Сергеевна — кандидат искусствоведения, профессор кафедры всеобщей истории искусств Российской академии живописи, ваяния и зодчества, ведущий российский специалист в области византийского и древнерусского искусства.

### 26 октября
- Хультен, Понтус (82) — шведский коллекционер, куратор.

### 27 октября
- Камельчик, Михаил Степанович (85) — Герой Советского Союза.

### 28 октября
- Ауэрбах, Рэд (89) — американский баскетбольный тренер.

### 29 октября
- Кротов, Михаил Иванович (90) — Герой Советского Союза.
- Леяскалнс, Юрис (71) — советский и латвийский актёр театра и кино.

### 31 октября
- Бота, Питер Виллем (90) — государственный и политический деятель ЮАР, 9-й президент страны[5].
- Эйзенберг, Людвиг (90) — австро-венгерский (словацко-австралийский) предприниматель.